# Мясков Костянтин Олександрович
Мясков Костянтин Олександрович (15 серпня 1921, Полтава — 4 січня 2000, Київ) — український композитор, баяніст. Автор кількох десятків популярних пісень на слова Дмитра Луценка, Юрія Рибчинського, музики для кіно, пісень для дітей, інструментальних творів. Автор романсів на слова Тараса Шевченка, Лесі Українки, Максима Рильського. 
Заслужений діяч мистецтв УРСР (1979), Народний артист України (1993).

## Біографія
У 1939–1945 — баяніст-концертмейстер ансамблю Харківського військового округу сталінської армії, виступав на фронтах Другої світової війни. В 1946–1951 — соліст Донецької обласної філармонії. Закінчив композиторський факультет Київської консерваторії (1958, клас К. Данькевича). Був баяністом у військових ансамблях, у Національній філармонії.
Автор музики до кінофільмів й телепостановок («Капітани не запізнюються» та ін.). 
Автор оперет «Браво, сеньйор Антоніо» (1975), «Балада про хлопчаків» (1979), кантат «Донбас» (1966) та «робітнича слава» (1977). Писав твори для оркестру та ансамблів народних інструментів.
Нагороджений медаллю ім. О. Александрова (1987) та ін. Був членом Національної спілки композиторів України.
У старості жив у злиднях. Доведений до відчаю хронічними хворобами 4 січня 2000 р. в Києві скоїв самогубство. 

### Твори
- Оперета «Браво, пане Антоніо» (Київ, 1976);
- для солістів, хору і симфонічного оркестру — Кантати: "Світанок над Африкою" (сл. В. Шкоди і африканських поетів, 1963), "Донбас" (сл. М. Упеника, 1966), "Прометей" (сл. М. Упеника, 1972);
- сюїта "Колгоспна трудова" (сл. В. Бичка, 1970), «Вічний океан» (сл. В. Григорака, 1972);
- для баяна і симфонічного оркестру — Концерти: I (1961), II (1971);
- для оркестру народних інструментів — Увертюри: "Країна Піонерія", "Святкова", "Молодіжна", "Дружба народів" (1971-1972);
- для бандури і оркестру народних інструментів - Концерт (1976);
- для двох скрипок, альта і віолончелі - Квартет (1954), Сюїта (1956);
- для тріо баяністів — "Фантазія на закарпатські теми" (1961), "Болеро" (1961), "Концертна полька" (1965);
- для ксилофона і фортепіано — 5 концертних п'єс (1974);
- для балалайки та фортепіано — Сюїта (1966);
- для фортепіано — Соната (1953), Поема (1956), Скерцо (1958);
- для баяна — "Дитячі альбоми": I (1960), II (1971);
- 15 концертних п'єс у формі танців народів СРСР (1964-1966),
- 12 етюдів (1961), Поема, Скерцо, 2 токати (1961-1968), альбом-сюїта «Червоні вітрила» (за О. Гріном, 1969),
- П'ять концертних п'єс: Болгарська, Румунська, Польська, Словацька, Угорська (1975);
- для бандури — п'єси; для голосу і фортепіано - Романси на Т. Шевченка, Лесі Українки, М. Рильського;
- балет «Казка про веселого метелика» (1980);
- музичні комедії «Балада про хлопчаків» (за А. Гайдаром, 1979, Сімферополь), «День у Веселівці» (1983, Тернопіль);
- музика до кінофільмів;
- пісні (близько 100), в т. ч. «Дороги» (сл. Д. Луценка, 1965), «Полонина» (сл. В. Безкоровайного, 1966), «Гей, тумани» (сл. А. Драгомирецького, 1970), «Двоє на мосту» (сл. Ю. Рибчинського, 1975), а також «Чайка степова» (сл. В. Бровченка), «Каштани», «Де ти, любов моя» (обидві — сл. В. Безкоровайного), «Пісня вірності» (сл. Д. Луценка).